# Wycam's borstbol

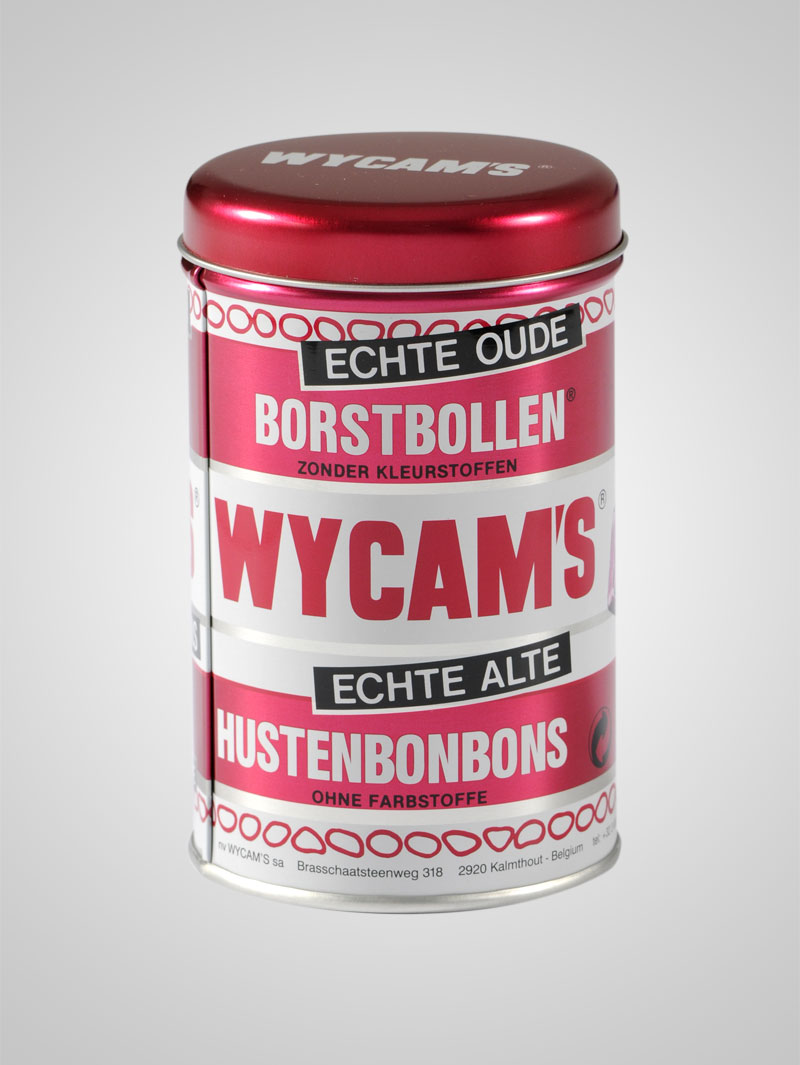
Blikje Wycam's borstbollen

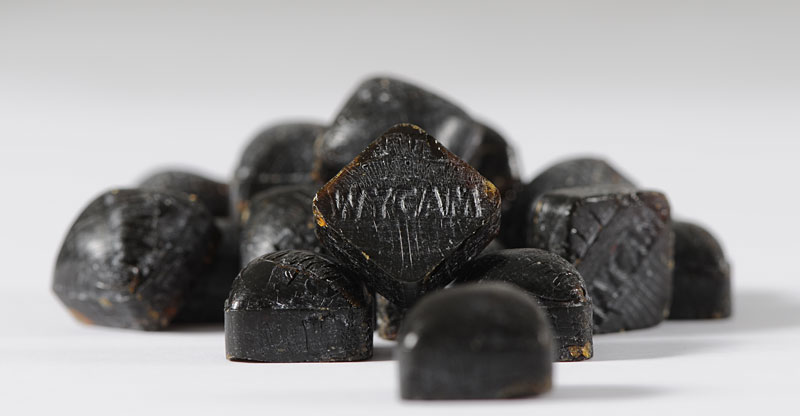
Wycam's borstbollen

Wycam's borstbol is de naam van een snoepje op basis van suiker en glucose. De woorden Wycam's en Borstbollen zijn merknamen. De naam Wycam's is afkomstig van de naam van de oprichter: Wyckmans Camille.
Deze snoepjes worden al meer dan 70 jaar volgens hetzelfde procedé gemaakt. Verschillende suikersoorten worden gekookt tot een dikke stroop. Deze wordt gevormd tot een dikke draad en wordt vervolgens tot vierkante snoepjes geslagen met bovenaan een kussenvormpje. Daarna worden de snoepjes afgekoeld en verpakt in blikken.
De Wycam's borstbollen worden sinds het begin van de productie verpakt in blikken bussen. De blikken bussen met rode en witte kleuren hebben er 60 jaar hetzelfde uitgezien. Slechts het witte deksel werd rond 2006 vervangen door een rood deksel. Rond 2016 zijn de blikken in een nieuw jasje gestoken.
De eerste Borstbollen werden gemaakt op de Leuvense stoof van Camille Wyckmans, in Schoten.
De borstbollen werden vanaf 1973 te Kalmthout gefabriceerd. In 2016 is het bedrijf overgelaten aan een sectorgenoot (tevens familiebedrijf), omdat er geen opvolging binnen de familie Wyckmans was.
Wycam's borstbollen zijn erkend als Vlaams streekproduct.